# Larval Stage Planning
Larval Stage Planning (ラーバル　ステージ　プランニング?) es un grupo pop Rock perteneciente a I've Sound, que está formado por tres nuevas integrantes de la banda: Airi Kirishima, Nami Maisaki y Rin Asami.

## Biografía

### Antecedentes en solitario
Las tres integrantes de la banda fueron formadas por Eiko Shimamiya, veterana cantante y profesora de canto de la banda.
La primera de las tres nuevas vocalistas en debutar con I've Sound, fue Airi Kirishima a mediados del año 2009, cuando se anunció, que interpretaría la canción, "Two heaRt", como canción de apertura del "Futa-Ane", un juego desarrollado por una compañía llamada Boot-up. Esta canción, está producida por Maiko iuchi, con letra escrita por KOTOKO. Desde ese momento la cantante inició su andadura con I've, y hasta ahora, ha cantado otra canción más en solitario, titulada "Kizuna-Endless days", siendo la canción de cierre de: "Motto nee, chanto shiyou yo", contando con los mismos créditos que la canción anterior. Ambas canciones fueron incluidas en Extract, el séptimo recopilatorio de la serie: I've girls compilation.
La siguiente vocalista del grupo en debutar en solitario con I've Sound, fue Nami Maisaki, que había entrado a formar parte de la banda, un año después que su compañera.  A Nami se le pidió interpretar la canción; "Piece of my heart", como canción de cierre de un videojuego de la compañía, Sprite, titulado "Koi to senkyou to chocolate". Para esta canción, Nami, contó con la colaboración de Mami Kawada en la letra y de Tomoyuki Nakazawa en la composición y los arreglos.
Rin Asami, la tercera integrante de la banda era una antigua modelo perteneciente a una agencia llamada Realize y aspirante a Seiyu, que decidió cambiar el doblaje por la música entrando como vocalista de I’ve Sound junto con su compañera antes mencionada, aunque todavía no había grabado ninguna canción en solitario.
El debut en solitario de Rin, sería anunciado el 11 de junio de 2011, cantando la canción "Lead to the smile", como opening de la novela visual, "Toraba". Varios meses después, en noviembre de ese mismo año, se anunció que Rin Asami, sería la primera de las vocalistas en publicar un sencillo en solitario. Dicho sencillo, titulado "Got it!", sería publicado en el Comiket de finales del año 2011.

### Como grupo
La creación de la banda, fue comunicada a los fanes de I've Sound a mediados del 2010, cuando se anunció, que las tres vocalistas juntas interpretarían el opening de "Kisaragi gold star", juego desarrollado por "Saga planets". Esta canción, junto con la canción de cierre, titulada "Send off", fue incluida en un maxisencillo, y de estas dos canciones, la segunda entraría a formar parte del tracklist de "Short circuit III", la tercera entrega de esta serie de recopilatorios de canciones denpa.
Ya en el 2011, tuvo lugar el debut de Larval Stage Planning de cara al gran público, siendo Lantis (Discográfica de cantantes como Minori Chihara y Aya Hirano entre otras), el sello discográfico en el cual editarían sus publicaciones.
El primer maxisencillo de la banda será utilizado como canción de apertura de la segunda temporada de la serie de anime; "Baka to Test to Shōkanjū", y su título es: “Kimi+Nazo+Watashi de JUMP!”, canción que será producida por Kazuya Takase y con letra escrita por Aki Hata. La cara B del sencillo sería compuesta por Kazuya Takase y con letra escrita por Airi Kirishima.
El segundo sencillo con Lantis, se anunció en noviembre del año 2011, detallándose que sería la canción de apertura de una nueva serie de anime llamada High School DxD. El sencillo, cuyo título es Trip -Innocent of D-, sería publicado el 25 de enero de 2012. De nuevo, Airi Kirishima sería la encargada de escribir las letras para las dos canciones del sencillo.

## Discografía

### Maxisencillos
| # | Información | Ventas |
| - | --- | ------ |
| 1 | Rolling star - Publicación: 18 de julio de 2010 - Canción de: Kisaragi gold star                                                    | 900    |
| 2 | "Kimi+Nazo+Watashi de JUMP!" - Publicación: 27 de julio de 2011 - Posición en el Oricon: #48 - Canción de: Baka to Test to Shōkanjū | 1.500  |
| 3 | Trip -Innocent of D- - Publicación: 25 de enero de 2012 - Posición en el Oricon: #26 - Canción de: High School DxD                  | 5.700  |

### Otras canciones
- Rolling star, De Level Octave, (2010)
- Send off, De Short circuit III (2010)
- Seishun rocket, Short circuit III premium show (Con KOTOKO y Kaori Utatsuki) (2010)
- Short circuit, Short circuit III premium show (Con KOTOKO y Kaori Utatsuki) (2010)
- Blossomdays - TRIBAL LINK version (6/5/2011)
- Lillies line - TRIBAL LINK version (6/5/2011)[16]